# Odhádání
Odhádání byl jeden ze způsobů určení hodnoty majetku při exekuci. Používal se v případech, jestliže povinný nedostál svému závazku ze soudní pře a odmítl zaplatit dlužný peníz. 
Oprávněnému připadlo právo na předmět (objekt) držby. Přičemž se musela stanovit cena onoho předmětu (objektu) držby tzv. odhádáním. 
Samotný proces zahajoval zemský místokomorník, který se dostavil s listem na odhádání, kde byl stanoven datum a nařízeno většinou sousedům, aby byli přítomni jako odhadci. S určitou nadsázkou se dá říct, že se jednalo o „soudní odhadce“. Zemský místokomorník spolu s odhadci postupně stanovoval hodnotu majetku povinného. Výše odhádané částky musela pokrýt dluh povinného, aby byl uspokojen oprávněný.
Poté již následovala poslední část exekuce a to plné panování. Za přítomnosti místokomorníka a přítomných spálil oprávněný před poddanými šindel ze střechy povinného a potvrdil tak faktické převzetí vlastnického práva.